# Eugen Horber
Eugen Horber  (* 1. Februar 1879 Oberhausen (bei Peißenberg); † 11. März 1933 in Lichtenfels) war ein deutscher Verwaltungsjurist und Bezirksoberamtmann.

## Leben
Eugen Horber war der Sohn eines Volksschullehrers und studierte nach dem Abitur am humanistischen Gymnasium Kempten in den Jahren von 1899 bis 1903 zwei  Semester Philosophie und sechs Semester Rechtswissenschaften an der Ludwig-Maximilians-Universität München und der Julius-Maximilians-Universität Würzburg und leistete zugleich seinen Militärdienst als Einjährig-Freiwilliger. 1906 legte er das Große juristische Staatsexamen (Note I 27/40) ab und erhielt 1912 eine Anstellung als Assessor beim Bezirksamt Tirschenreuth. Horber musste Kriegsdienst (zuletzt Major) leisten und kam nach dem Krieg im März 1919 als Assessor nach Miesbach. Er wechselte in die staatliche Verwaltung und wurde Regierungsrat bei der Regierung der Pfalz in Speyer. Dort blieb er – 1928 zum Oberregierungsrat ernannt – bis zu seinem Wechsel am 16. Juni 1928 als Bezirksoberamtmann im Bezirksamt Lichtenfels. Er war bis zu seinem Tod Leiter der Verwaltung.